# Campeonato Internacional de Tenis de Santos 2013
Il Campeonato Internacional de Tenis de Santos 2013 è stato un torneo di tennis facente parte della categoria ATP Challenger Tour nell'ambito dell'ATP Challenger Tour 2013. È stata la 3ª edizione del torneo che si è giocata a Santos in Brasile dal 15 al 21 aprile 2013 su campi in terra rossa e aveva un montepremi di $35,000+H.

## Partecipanti singolare

### Teste di serie
| Nazionalità | Giocatore              | Ranking* | Testa di serie |
| ----------- | ---------------------- | -------- | -------------- |
| Brasile     | Rogério Dutra da Silva | 109      | 1              |
| Brasile     | João Souza             | 111      | 2              |
| Italia      | Matteo Viola           | 118      | 3              |
| Portogallo  | Gastão Elias           | 133      | 4              |
| Croazia     | Antonio Veić           | 146      | 5              |
| Cile        | Paul Capdeville        | 154      | 6              |
| Tunisia     | Malek Jaziri           | 166      | 7              |
| Argentina   | Guido Andreozzi        | 168      | 8              |

- Ranking all'8 aprile 2013.

### Altri partecipanti
Giocatori che hanno ricevuto una wild card:
- Pablo Cuevas
- Ricardo Hocevar
- Caio Silva
- Júlio Silva

Giocatori che sono passati dalle qualificazioni:
- Máximo González
- Rui Machado
- Stefano Travaglia
- Bastian Trinker

Giocatori che hanno ricevuto un entry come special exempt:
- Steven Diez
- Jozef Kovalík

## Partecipanti doppio

### Teste di serie
| Nazionalità | Giocatore        | Nazionalità          | Giocatore    | Ranking* | Testa di serie |
| ----------- | ---------------- | -------------------- | ------------ | -------- | -------------- |
| Croazia     | Nikola Mektić    | Croazia              | Antonio Veić | 335      | 1              |
| Argentina   | Guido Andreozzi  | Uruguay              | Ariel Behar  | 567      | 2              |
| Brasile     | Guilherme Clezar | Portogallo           | Gastão Elias | 667      | 3              |
| Serbia      | Boris Pašanski   | Bosnia ed Erzegovina | Aldin Šetkić | 692      | 4              |

- Ranking all'8 aprile 2013.

### Altri partecipanti
Coppie che hanno ricevuto una wild card:
- Rogério Dutra da Silva /  Eduardo Russi
- Allan Gomes Oliveira /  Caio Silva
- Wilson Leite /  João Souza

## Vincitori

### Singolare
Gastão Elias ha battuto in finale  Rogério Dutra da Silva con il punteggio di 4–6, 6–2, 6–0

### Doppio
Pavol Červenák /  Matteo Viola hanno battuto in finale  Guilherme Clezar /  Gastão Elias con il punteggio di 6–2, 4–6, [10–6]